# Osbeorn Bulax
Osbeorn (muerto hacia 1054), apodado Bulax, fue uno de los dos hijos conocidos de Siward, el conde de Northumbria (muerto en 1055), probablemente el mayor. Aunque se asume por lo general que era el hijo de Ælfflæd, la mujer de Siward de Bamburgh, William Kapelle ha sugerido que esta no era su madre. El apodo de "Bulax" representa probablemente el término en noruego antiguo para "Hacha danesa".

Según las fuentes más fiables, murió en la Batalla de los Siete Durmientes, que tuvo lugar en algún lugar de Escocia entre Siward y Mac Bethad mac Findlaích, rey de Escocia, en el año 1054. Para este año, la Crónica Anglosajona, recensión D, relata que:
En esta época, el conde Siward entró en Escocia con un gran ejército, con fuerzas de tierra y flota; y luchó contra los escoceses, poniendo en fuga al rey Mac Bethad, y mató a los mejores de esa tierra, y trajo de allí grandes botines de guerra, los mayores que se habían obtenido hasta entonces. Y allí fue asesinado su hijo Osbjorn, y el hijo de su hermana, Siward, y algunos de sus Huscarles, y también del rey, en el día de los Siete Durmientes (27 de julio).
La batalla se libró en Escocia, en algún lugar al norte del Fiordo de Forth, y es conocida por varios nombres, como la "Batalla de los Siete Durmientes" o la "Batalla de Dunsinane". Los historiadores modernos no aceptan el emplazamiento de Dunsinane, ya que proviene de textos medievales más tardíos, siendo la mención más antigua del siglo XV, de Andrew de Wyntoun.
En la recensión C de la Crónica Anglosajona, se han omitido los nombres de los caídos, lo que ocurre también en la Crónica de John de Worcester.
Enrique de Huntingdon relató que Osbeorn había sido enviado a Escocia por delante que Siward:
[Siward] mandó a su hijo a conquistar Escocia. Cuando le relataron que este había muerto en batalla, él preguntó: "¿Recibió la herida fatal en la parte delantera o trasera de su cuerpo?" Los mensajeros dijeron "delante". Entonces dijo "Eso me hace muy feliz, pues no considero otra muerte digna para mí o para mi hijo". Entonces Siward partió hacia Escocia, y derrotó al rey en batalla..."
Otro relato legendario, en la Vita et Passio Waldevi, la hagiografía del hermano de Osbeorn, Waltheof, sostiene que Osbeorn, llamado "Osbert Bulax", fue asesinado por gente de Northumbria mientras su padre se encontraba ausente, en Escocia. Se cree que ambos relatos se derivan de una saga dedicada a la vida del conde Siward.
Geoffrey Gaimar relata que en 1053 se produjo un acuerdo entre Siward y Mac Bethad, pero no menciona la muerte de Osbeorn.
La muerte de Osbeorn puso el legado de Siward en peligro. Cuando este murió al año siguiente, su otro hijo Waltheof era menor de edad por lo que no le sucedió de forma inmediata en todo el territorio que gobernaba, pues Northumbria se puso en manos de Tostig Godwinson.
Osbeorn Bulax fue llevado a la ficción como el joven Siward en la tragedia Macbeth de William Shakespeare.